# Tildia turna
Tildia turna is een vlinder uit de familie Nymphalidae. De wetenschappelijke naam van de soort is voor het eerst voorgesteld door Paul Mabille in een publicatie uit 1877.
Deze soort komt voor in de droge savannes van Madagaskar.